# Alboin (książę Spoleto)
Alboin – longobardzki książę Spoleto w latach 757–758. Został wybrany na księcia przez mieszkańców Spoleto bez zgody króla.
Podczas gdy papież Stefan II działał na rzecz przekazania królestwa w ręce Dezyderiusza, starał się też o zhołdowanie księstwa Benewentu i księstwa Spoleto królowi Franków Pepinowi Krótkiemu. Alboin i Liutprand książę Benewentu powierzyli swe księstwa frankijskiemu królowi, który o to nie prosił. Dezyderiusz wyruszył, zniszczył Spoleto i Benewent i pojmał Alboina (Liutprand uciekł). Dezyderiusz osobiście podjął się sprawowania władzy książęcej w Spoleto.